# Drake University
Drake University är ett privat universitet i Iowas huvudstad Des Moines. Universitetet grundades år 1881 av Francis M. Drake som senare tjänstgjorde som delstatens guvernör mellan 1896 och 1898. Juridikskolan i Des Moines, som numera heter Drake University Law School, fanns på plats redan år 1865 och är den näst äldsta i USA väster om Mississippifloden. Juridikskolan vid Saint Louis University i Missouri hade nämligen grundats år 1843.

## Historik

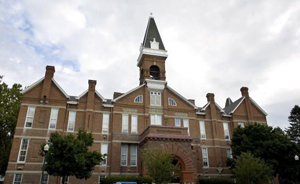
Den äldre administrationsbyggnaden.

Drake University grundades i mars 1881 av George T. Carpenter, en lärare och pastor, och Francis Marion Drake, en facklig general under inbördeskriget.

## Kända personer som studerat vid Drake University
- Terry Branstad, guvernör 1983–1999 och 2011–2017
- Neal Edward Smith, kongressledamot 1959–1995
- David Young, kongressledamot 2015–2019